# Alfonso Barzana
Alfonso Barzana (ur. 1530 w Belinchón, zm. 31 grudnia 1597 w Cuzco) – hiszpański jezuita i Czcigodny Sługa Boży Kościoła katolickiego.

## Biografia
W 1555 otrzymał święcenia kapłańskie, a po czym został wysłany do kaznodziejów, gdzie przez 10 lat pełnił funkcję prezbitera. Wstąpił do Towarzystwa Jezusowego (Compañía de Jesús). Zajmował się z wypełnianiem misji ewangelizacyjnej w Peru, a także w innych kontynentach.
Zmarł 31 grudnia 1597. W 2015 otwarto jego proces beatyfikacyjny. 19 grudnia 2017 papież Franciszek ogłosił dekret o heroiczności jego cnót.